# Theorie van positieve desintegratie
De theorie van positieve desintegratie (TPD), geformuleerd door de Poolse psycholoog en psychiater Kazimierz Dąbrowski (1902-1980), is een humanistische persoonlijkheidstheorie, net als de meer bekende behoeftepiramide van Dąbrowski's vriend Abraham Maslow. De theorie beschrijft hoe individuen in vijf niveaus de persoonlijkheid kunnen ontwikkelen. Centraal staat dat een gevoelig zenuwstelsel en andere aangeboren eigenschappen van een individu in wisselwerking met diens sociale omgeving kunnen leiden tot gevoelens van 'anders zijn', of zelfs tot existentiële angsten, burn-out, depressies en andere psychoneurosen. Volgens Dąbrowski is dit vaak echter geen teken van geestesziekte, maar juist van een hoog ontwikkelingspotentieel. Door psychoneurosen ontpopt zich namelijk in een individu een toenemend vermogen zichzelf te definiëren en overeenkomstig te gedragen. Dit maakt individuen autonomer en daarmee beter in staat een persoonlijkheid te creëren.
De theorie van positieve desintegratie is vooral een stuwende kracht gebleken in literatuur over onderwijs en hoogbegaafdheid. Het belang van de theorie wordt in toenemende mate onderkend voor de psychiatrie, hoogsensitiviteit en de rol van emotie in persoonlijke ontwikkeling.

## Meerlagigheid
Dąbrowski heeft beide wereldoorlogen van dichtbij meegemaakt. Tijdens de Tweede Wereldoorlog was hij als oprichter van een instituut dat in het geheim onderdak bood aan oorlogswezen, Poolse soldaten, verzetsleden en Joodse kinderen naar eigen zeggen getuige van zowel het laagst mogelijke inhumane gedrag als het hoogst mogelijke menselijke karakter. Dit overtuigde hem ervan dat beide uitersten alleen verklaard kunnen worden door één algehele persoonlijkheidstheorie wanneer deze nadrukkelijk de meerlagigheid van de menselijke hersenen en psyche erkent. Het menselijk brein huisvest immers zowel primitieve, reflexmatige, evolutionair oude structuren, als hogere, complexere, meer wilsbekwame structuren. De verscheidene menselijke motivaties die zij faciliteren verschillen derhalve aanzienlijk van elkaar. Zelfs één en dezelfde motivatie, zoals overlevingsdrift, kan zich enerzijds uiten in instinctief gedrag, zoals een fysiek gewelddadige reactie, en anderzijds in meer weloverwogen gedrag, zoals het beschermen van de eigen, zelfgeformuleerde identiteit, bijvoorbeeld via burgerlijke ongehoorzaamheid. Persoonlijkheidsontwikkeling bestaat volgens de theorie van positieve desintegratie dan ook uit de inlijving van lagere hersenstructuren door hogere hersenstructuren. Dit betekent nadrukkelijk niet dat primitieve motivaties disfunctioneel zijn of ontkend dienen te worden. Maar ontwikkeling houdt in dat zij wel steeds meer in harmonie worden gebracht met hogere motivaties. Dit maakt volgens de theorie een leven als Mens met waarden als gids mogelijk.

## Persoonlijkheid en geestelijke gezondheid
In zijn conceptualisatie van persoonlijkheid en geestelijke gezondheid was Dąbrowski een uitgesproken tegendenker. Persoonlijkheid is volgens de theorie van positieve desintegratie niet reeds vanaf de geboorte aanwezig. Integendeel, persoonlijkheid is een zelfbepaald, zelfbekrachtigd, van zichzelf bewust, geïntegreerd geheel van de meest essentiële, positieve, menselijke kwaliteiten (zie Kader 1). Het is daarmee niet een gegeven, maar eerder het resultaat van een tweede geboorte van de persoonlijkheid die door weinigen volledig gerealiseerd wordt. Dit komt doordat de ontwikkeling tot persoonlijkheid een individu de zware taak oplegt om tal van innerlijke conflicten tussen lagere en hogere motivaties in zichzelf permanent tot harmonie te brengen. Omdat een individu hiertoe de existentïële angsten, depressies, obsessies, complexen, en andere psychoneurosen die gepaard kunnen gaan met deze innerlijke conflicten zal moeten onderzoeken, stelt de Theorie van Positieve Desintegratie dat deze symptomen niet psychopathologisch zijn, maar juist getuigen van emotionele groei. Daarmee wordt zeer zeker niet ontkend dat er vormen van psychopathologie zijn die destructief zijn en funest voor de ontwikkeling, noch dat de hier beschreven psychoneurosen ernstige gevolgen kunnen hebben wanneer deze langdurig aanhouden. Maar een individu dat depressief raakt van een toxische werk- of leefomgeving en hierdoor zelfinzichten opdoet die helpen een heilzamere omgeving te zoeken of creëren, vertoont volgens Dąbrowski meer ontwikkeling dan een individu dat zich onkritisch aanpast aan een toxische omgeving en deze daarmee helpt voort te bestaan.

## Ontwikkelingspotentieel, overprikkelbaarheden en de drie factoren
Volgens de Theorie van Positieve Desintegratie wordt ontwikkeling gedreven door een aangeboren ontwikkelingsinstinct. In hoeverre dit daadwerkelijk leidt tot ontwikkeling is afhankelijk van drie factoren. Dąbrowski noemt aanleg 'de eerste factor', sociale omgeving 'de tweede factor', en autonome krachten 'de derde factor'. Wat betreft de tweede factor wordt ontwikkeling uiteraard meer bevorderd door een responsieve, liefdevolle, aanmoedigende sociale omgeving  dan een apathische, repressieve, onveilige omgeving. Opvoeding en socialisatie kunnen zo zowel een basis vormen voor verdere ontwikkeling, als een keurslijf dat ontworsteld dient te worden. Toch stelt Dąbrowski dat de sociale omgeving enkel doorslaggevend is bij een gemiddeld 'ontwikkelingspotentieel' – meerlagige ontwikkeling zal bij een zeer gunstig potentieel wel plaatsvinden en bij een zeer ongunstig potentieel niet, ongeacht de kwaliteit van de sociale omgeving.
Waardoor wordt dit ontwikkelingspotentieel dan bepaald? De eerste factor (aanleg) speelt hierbij een belangrijke rol, en dan vooral de zogenaamde overprikkelbaarheden – een sterk verhoogde responsiviteit van het centrale zenuwstelsel op stimuli als gevolg van dunnere zenuwen, gevoeligere uiteinden en snellere synapsen. Er zijn vijf verschillende overprikkelbaarheden die zich elk al op jonge leeftijd onmiskenbaar manifesteren:
- Psychomotorische overprikkelbaarheid wordt gekenmerkt door een overschot aan fysieke energie of het uiten van emotionele spanning door een algemene hyperactiviteit. Het gaat gepaard met rusteloosheid, nervositeit, een voorliefde voor bewegen, tics, snel praten en druk tot handelen.
- Sensuele overprikkelbaarheid behelst een zeer rijke zintuiglijke ervaring, inclusief een waardering voor esthetiek en smaaksensaties, seksuele sensitiviteit en graag in de spotlights staan.
- Verbeeldende overprikkelbaarheid stelt in staat tot het nauwkeurig visualiseren van gedachten en gebeurtenissen en hangt vaak samen met een voorliefde voor fantasie, fictie, creatie, simulatie, kunst, drama, poëzie, humor en metaforisch taalgebruik.
- Emotionele overprikkelbaarheid omvat het ervaren van een breed scala aan mogelijkerwijs zeer genuanceerde, diepgaande, veelzijdige en heftige emoties. Dit kan gepaard gaan met een groot vermogen tot remming en regulatie van deze emoties, met emoties zoals een sterke schuldgevoeligheid of angst voor de dood, en met een hoge ontvankelijkheid voor en een sterk inlevingsvermogen en interesse in (de emoties van) dierbaren, medemensen en dieren.
- Intellectuele overprikkelbaarheid wordt gekenmerkt door een voorliefde voor denken. Het uit zich in leerhonger en verschilt daarmee van intelligentie of het vermogen tot denken. Kenmerkend zijn excessieve gedachtestromen, het willen begrijpen van onderliggende redenen, en interesse in theorie, kennis, abstractie en probleemoplossing.

Vooral de laatste drie overprikkelbaarheden hebben de potentie om in wisselwerking met elkaar een bovengemiddeld intense en reflectieve belevingswereld te realiseren en zo emoties te creëren die de motor zijn van verdere ontwikkeling. Ook sensuele en psychomotorische overprikkelbaarheid kunnen bijdragen aan ontwikkeling, maar lopen bij afwezigheid van de andere overprikkelbaarheden het risico te verworden tot een egocentrisme dat zich kan uiten in een zich te goed doen aan luxe en een structureel gebrek aan concentratie.
Een ander onderdeel van de eerste factor die, naast overprikkelbaarheden, het ontwikkelingspotentieel bepaalt, zijn speciale vaardigheden en talenten. Soms komen deze voort uit overprikkelbaarheden, maar ook talenten zoals een zekere zelfcontrole, wilskracht, cognitieve capaciteit, etc. kunnen verdere ontwikkeling versnellen. Deze laatste talenten zijn echter niet intrinsiek met ontwikkeling verbonden, waardoor zij bij afwezigheid van verdere ontwikkelingskrachten ook ingezet kunnen worden voor andere doeleinden, zoals gewetenloos opportunisme.
Ten slotte is ook de derde factor gerelateerd aan ontwikkelingspotentieel. Deze factor bestaat uit autonome groeikrachten – 'dynamismen' – die zich in geval van geavanceerde ontwikkeling manifesteren als gevolg van de wisselwerking tussen de eerste twee factoren, maar hiertoe niet reduceerbaar zijn. Tezamen stellen deze dynamismen het individu in toenemende mate in staat via een actief zelfbewustzijn te kiezen welke innerlijke en externe impulsen te bekrachtigen of te verwerpen. De derde factor reguleert zodoende op zelfkritische, zelfbepaalde, zelfgecontroleerde en zelfbekrachtigde wijze de invloeden van de eerste en tweede factor. Voor zover de kiemen van zulke dynamismen reeds aanwezig zijn of zelfs al tot wasdom zijn gekomen in een individu, dragen zij derhalve bij aan het ontwikkelingspotentieel.

## Van individu naar persoonlijkheid: Vijf ontwikkelingsniveaus
Dąbrowski's ideeën over meerlagigheid, persoonlijkheid, mentale gezondheid, ontwikkelingspotentieel, overprikkelbaarheden en dynamismen komen samen in de vijf ontwikkelingsniveaus die de Theorie van Positieve Desintegratie beschrijft.  Deze niveaus dienen meer als houvast dan dat ze letterlijk van toepassing zijn op ieder individueel ontwikkelingstraject – er bestaat zogezegd geen 'Niveau-1-individu' of 'Niveau-2-individu', ook omdat verschillende delen van de psyche op verschillende niveaus kunnen functioneren.  Merk op dat de niveaus geen stadia of universele fasen zijn, zoals bij Piaget of Erikson. Hoewel Niveau 1 altijd het initiële ontwikkelingsniveau is, zijn de niveaus niet verbonden aan een bepaalde levensperiode. Het is derhalve mogelijk om een heel leven lang een Niveau-1 perspectief te hanteren en zelfs zeer zeldzaam om Niveau 4 of 5 te bereiken.

### Niveau 1: Primaire integratie
Op Niveau 1 wordt het functioneren van individuen volledig gedetermineerd door een primitief, geïntegreerd, stereotypisch geheel van biologische impulsen en, voor zover aanwezig, socialisatie. Aanpassing aan de maatschappij is doorgaans hoog, waardoor mogelijke verwachtingen zoals het 'hogerop komen' op sociaal en carrièrevlak onkritisch als doel kunnen worden nagestreefd. Omdat op Niveau 1 de mentale structuren van een individu een hoge mate van integratie vertonen, zijn innerlijke conflicten – en daarmee ook zelfreflectie – vrijwel geheel afwezig. Conflicten hebben altijd betrekking op de ander of op de maatschappij en zelfrechtvaardigingen voeren derhalve de boventoon. Doordat innerlijke conflicten uitblijven is de alledaagse productiviteit vaak hoog. Op Niveau 1 kunnen individuen een prosociaal en respectabel leven leiden, maar wanneer de sociale omgeving die daaraan bijdraagt verandert, zullen zij zich zonder veel moeite aanpassen. Een meerderheid van alle volwassenen vertoont volgens Dąbrowski een hoge tot zeer hoge mate van primaire integratie, en zij zijn te vinden in alle bevolkingslagen.

### Niveau 2: Eénlagige desintegratie
De hegemonie van biologische impulsen en socialisatie begint op Niveau 2 te desintegreren. Overprikkelbaarheden, vooral op intellectueel, emotioneel en verbeeldend vlak, spelen hierin een cruciale rol. Het samenspel van beredeneren, aanvoelen en verbeelden dat een alternatieve sociale orde mogelijk of gewenst is, kan al op jonge leeftijd tot aanpassingsproblemen leiden, zeker wanneer een kind hier openlijk uiting aan geeft. De uitermate intense belevingswereld heeft als mogelijk gevolg confrontaties met autoriteit, leeftijdsgenoten en maatschappelijke verwachtingen, en daarmee vaak ook met het zelf. Zulke innerlijke conflicten kunnen gepaard gaan met psychoneurosen zoals depressies, welke tot zelfreflectie kunnen nopen (zie Kader 2). Ook biologische veranderingen, zoals de puberteit of menopauze, of ingrijpende levensgebeurtenissen, zoals het verlies van een dierbare, hebben vaak dit effect. Innerlijke conflicten zijn derhalve crisismomenten, maar kunnen daarmee ook aan het begin staan van persoonlijkheidsontwikkeling.
Hoe met innerlijke conflicten om te gaan is op Niveau 2 echter nog allesbehalve evident. Enkel het beleven van tekortkomingen van de eigen biologische impulsen en socialisatie suggereert immers nog geen oplossing, temeer omdat onduidelijk is in hoeverre deze belevenis en uitingsvormen ervan niet ook zijn getekend door gelijksoortige tekortkomingen. Wat vooralsnog ontbreekt is het kunnen onderscheiden van hogere en lagere motivaties, van ideeën en acties die 'meer mijzelf' en 'minder mijzelf' zijn. De resulterende twijfel uit zich in gelijktijdige, tegengestelde gevoelens zoals inferioriteit en superioriteit ('ambivalentie') en besluiteloosheid, conflicterende plannen en onverenigbare doelen ('ambitendentie'). Ambivalentie en ambitendentie creëren zodoende scheuren in de primaire integratie van biologische impulsen en socialisatie op Niveau 1 en zijn daarmee voorlopers van de zogenaamde 'dynamismen' – autonome groeikrachten – die zich in Niveau 3 manifesteren. Dit is echter een precair proces, want verregaande desintegratie, bijvoorbeeld door obsessies of depressies, kan leiden tot psychosen en zelfmoord. Niveau 2 is daarmee een kritiek niveau. Velen wenden zich af van hun innerlijke conflicten en vallen terug in een staat van primaire integratie – een minderheid maakt de transitie naar Niveau 3, alwaar hen een transformatie wacht.

### Niveau 3: Spontane meerlagige desintegratie
Vanaf Niveau 3 wordt ontwikkeling steeds meer gedreven door de derde factor. Deze maakt het mogelijk de psychoneurosen die voortkomen uit innerlijke conflicten te bestuderen als een unieke expressie van de eigen individualiteit in interactie met de omgeving. Door deze zelfreflectie vindt een transformatie plaats: Er manifesteert zich een persoonlijke waardenhiërarchie, en daarmee een notie van het zelf die niet gedetermineerd is door biologische impulsen en socialisatie, maar deze overstijgt. Dit gebeurt aanvankelijk spontaan, maar biedt evengoed een uitweg voor de innerlijke conflicten die op Niveau 2 werden ervaren. Op Niveau 3 is het echter nog te hoog gegrepen om deze waardenhiërarchie of dit persoonlijkheidsideaal daadwerkelijk via zelfsturing te verwezenlijken. Tussen het ontwaren en naleven van dit ideaal blijkt een enorme kloof te liggen. Hierdoor manifesteren zich nieuwe dynamismen, zoals gevoelens van 'inferioriteit ten opzichte van het zelf' vanwege het niet kunnen waarmaken van het eigen persoonlijkheidsideaal, of 'ontevredenheid met het zelf' dat nu onmiskenbaar gebrekkig aanvoelt en soms zelfs leidt tot pogingen om het zelf te ontvluchten. Anderzijds leidt het sterk toegenomen zelfbewustzijn in Niveau 3 tot ervaringen zoals 'verbazing over het zelf' vanwege mentale vermogens die als onverwacht en verrassend worden ervaren. Daarnaast zal een individu steeds vaker een 'positieve onaangepastheid' aan sociale normen en verwachtingen vertonen wanneer deze indruisen tegen de zelfgeformuleerde, authentieke, morele normen. Deze dynamismen leiden tot een verdere afbraak van de primaire integratie in Niveau 1, wat individuen in staat stelt zich in die mate te ontwikkelen waarin ze hun waardenhiërarchie ontwikkelen.

### Niveau 4: Georganiseerde meerlagige desintegratie
Waar op Niveau 3 het nastreven van de eigen waardenhiërarchie nog weinig consequent is en vele momenten van terugval vertoont, daar neemt het individu op Niveau 4 de eigen ontwikkeling op georganiseerde wijze in de hand. Innerlijke conflicten worden effectief behandeld via 'autopsychotherapie'. Het zelf is dan zowel behandelaar als cliënt, zowel subject als object, om zo via grondige communicatie tot resolutie van het conflict te komen. Waar nodig of veelbelovend gaat het individu over tot 'educatie van zichzelf'. Deze opbouwende dynamismen helpen een sterke morele identiteit te creëren en maken het voor het individu ook mogelijk om meer maatschappelijke verantwoordelijkheid te nemen – niet vanuit egocentrische motieven zoals een behoefte aan status of macht, maar vanuit de realisatie dat het hebben van een eigen, persoonlijke waardenhiërarchie ook betekent dat geobserveerde misstanden in de sociale omgeving en maatschappij niet onberoerd gelaten kunnen worden. Zodoende worden de eigen overprikkelbaarheden effectief gekanaliseerd en de eigen talenten ingezet voor sociale, politieke of creatieve doeleinden om zo de ontwikkeling van medemensen of zelfs van de maatschappij als geheel te bevorderen.

### Niveau 5: Secundaire integratie
Slechts zeer weinigen bereiken ooit Niveau 5 – een complete of vrijwel complete synthese van alle mentale functies tot een harmonieus geheel dat bestuurd wordt door de hogere emoties van dynamismen zoals het persoonlijkheidsideaal, autonomie en authenticiteit. Pas op Niveau 5 wordt persoonlijkheid dus daadwerkelijk bereikt.

## Implicaties
De Theorie van Positieve Desintegratie heeft vanwege haar meerlagige visie op alle mentale activiteiten van de mens een enorme reikwijdte en kan zelfs als een voorloper van de transpersoonlijke en humanistische psychologie worden beschouwd.
De theorie is direct relevant voor de psychiatrie. Voor Dąbrowski fungeert therapie in de eerste plaats om cliënten hun psychoneurosen te laten zien en bestuderen als unieke uiting van hun individualiteit zodat ze een meerlagige ontwikkeling kunnen doormaken zonder daarbij nog langer van de therapeut afhankelijk te zijn. Hij zou derhalve minder snel geneigd zijn symptomen te beschouwen als pathologisch en deze bestrijden met medicijnen, en eerder verkennen of zij niet het gevolg zijn van overprikkelbaarheden. Dit vergt een meer diepgaande analyse van het volledige psychologische functioneren van een individu dan vaak plaatsvindt wanneer enkel symptomen via DSM-criteria worden geëvalueerd en niet wordt onderzocht of bijvoorbeeld symptomen van ADHD ook door psychomotorische overprikkelbaarheid verklaard kunnen worden.
Dąbrowski was een uitgesproken criticus van het onderwijssysteem. Volgens hem bieden scholen doorgaans niet zozeer educatie, maar eerder training, soms zelf bijna africhting. In plaats van dat meerlagige ontwikkeling in kinderen gestimuleerd wordt door de uniciteit van hun emoties, intellect en overprikkelbaarheden te bevestigen zonder hun potentiële psychoneurosen als 'lastig' te bestempelen, staat het absorberen van kennis centraal als voorbereiding op een Niveau-1-rol in de maatschappij, en vindt per saldo nivellering naar het statistisch gemiddelde van de klas plaats. Individuele onderwijsmethoden en voorlichting aan onderwijzers over psychoneurosen in de context van ontwikkeling is volgens Dąbrowski derhalve essentieel.
Het concept 'overprikkelbaarheid' lijkt in beginsel niet te verschillen van Elaine Arons concept van de hoogsensitieve persoon, zoals Aron zelf ook stelt. Wel geniet het idee van hoogsensitiviteit meer algemene bekendheid, ook in wetenschappelijke kringen. Het is echter niet verankerd in een persoonlijkheidstheorie met een vergelijkbare reikwijdte als die van Dąbrowski.

## Empirisch bewijs
Vooral het concept overprikkelbaarheid is empirisch uitgebreid onderzocht en vlot overgenomen in wetenschappelijke kringen. Zo kunnen overprikkelbaarheden met gevalideerde schalen worden gemeten en blijken zij inderdaad samen te hangen met meerlagige ontwikkeling, ook al blijft het vaak lastig deze concepten nauwkeurig te duiden. Empirische testen van de theorie zelf zijn aanmerkelijk schaarser, mede doordat Dąbrowski's werk lange tijd relatief onbekend is gebleven door censuur ten tijde van het Stalinisme en doordat Engelstalige en secundaire bronnen pas recent zijn verschenen – zo zijn de meeste van zijn honderden Poolse publicaties nog niet vertaald. Dąbrowski en zijn studenten hebben zelf wel in de jaren 60 en 70 in de Verenigde Staten en Canada de theorie onderworpen aan empirische tests. De resultaten zijn bemoedigend – zo blijkt uit analyse van autobiografieën dat de dynamismen inderdaad samenvallen met de ontwikkelingsniveaus waarop ze geacht worden zich te manifesteren. Meer rigoureus empirisch onderzoek zoals longitudinale analyse ontbreekt vooralsnog echter en onderzoek naar de Theorie van Positieve Desintegratie is in de meest prestigieuze empirische wetenschappelijke tijdschriften doorgaans niet te vinden.

## Kritiek
Naast de vooralsnog bescheiden hoeveelheid empirisch onderzoek is het voor een gedegen test van de theorie problematisch dat maar weinig individuen doordringen tot Niveau 3. Het bereiken van Niveau 5 is al helemaal zeldzaam, wat tevens de conceptualisatie van dit niveau bemoeilijkt.
Gerelateerd hieraan is de potentiële kritiek dat de theorie elitair is en ongelijkheid tussen individuen kan bevorderen. Een mogelijk antwoord hierop is dat een elitaire, gepriviligeerde houding volstrekt onkarakteristiek is voor hogere ontwikkelingsniveaus, dat het bereiken van deze niveaus geen vereiste is voor een eerzaam leven en een positieve maatschappelijke bijdrage, en dat ongelijkheid in ontwikkelingspotentieel individuen differentieert maar daarmee nog niet ongelijkwaardig maakt. Dąbrowski heeft niet de intentie om de terechte, traditionele aandacht voor gemiddelden en ondergemiddelden te verminderen, maar wijst slechts op de persoonlijke en maatschappelijke gevolgen wanneer de potentie van bovengemiddelden niet wordt gerealiseerd.
Bovenstaand antwoord suggereert een andere controverse, namelijk dat de Theorie van Positieve Desintegratie niet geheel waardevrij is. Dąbrowski zelf benadrukt dit en stelt zelfs dat voor een wetenschappelijke theorie van persoonlijkheidsontwikkeling de valuatie van emoties juist een vereiste is. Hoewel het niet altijd evident is wat de meest volgroeide emotionele respons is op een morele kwestie, zoals het lijden van anderen, is het niet heel controversieel om gevoeligheid hiervoor als meer volgroeid te zien dan ongevoeligheid. Een punt van discussie is hierdoor hoe exact deze valuatie van emoties en de waardenhiërarchieën die hieruit voortkomen, gedefinieerd kunnen en moeten worden.
Ten slotte kan de theorie als hoogdrempelig worden ervaren door idiosyncratische definities van begrippen zoals 'persoonlijkheid' en 'mentale gezondheid', evenals het gebruik van neologismen zoals 'overprikkelbaarheid'.